# アンドリス・ベールジンシュ (ラトビアの大統領)
アンドリス・ベールジンシュ（ラトビア語: Andris Bērziņš、1944年12月10日 - ）は、ラトビアの実業家、政治家。2011年6月2日の大統領選で当選し、同国の大統領を2015年まで務めた。1993年から2004年まで、ウニバンカの頭取であった。氏名はアンドリス・ベルズィンシュとも表記される。

## 経歴
ラトビア・ソビエト社会主義共和国ニータウレに生まれる。ニータウレの小学校を1958年に卒業し、1958年から1962年までスィグルダの第一中学校に通う。1971年にリーガ総合高等専門学校を修了後、「電子」工場に無線技士として就職。工場長まで出世し、1988年にラトビア社会主義共和国の地方行政担当副首相に抜擢された。この間、ラトビア国立大学（現在のラトビア大学）経済学部で学び、1988年に修了している。
1989年、ヴァルミエラ地区人民議会（ソビエト）の議員に選ばれるとともに、地区委員会の委員長に任命された。翌年には最高会議にヴァルミエラ代表として送り込まれた。最高会議ではラトビア人民戦線派に加わった。1990年5月4日、ラトビア共和国の独立回復宣言に賛成票を投じた。
1993年に副首相の任期満了を迎えると、ラトビア銀行民営化基金の理事長に就任。また、1993年から2004年まで株式会社ラトビア・ウニバンカの頭取でもあった。実業家として成功したベールジンシュの資産は、2000年代半ばまでに100万ラッツを上回っていた。また、30箇所以上の土地も所有していた。ストックホルム・エンシルダ銀行 (SEB) ラトビア支店長の顧問を務め、ヴァルミエラ・スティクラ・シュチエドラ（ヴァルミエラ・グラスファイバー）やロデを含むいくつかの株式会社に役員として参画した。

## 政治活動
2005年、緑と農民連合からリガ市長選に立候補して政界復帰を目指したが、落選した。2006年から2010年までラトビア商工会議所会頭を、2009年までラトヴェネルゴの代表取締役を務めた。
2010年の国会（サエイマ）議員選挙で緑と農民連合から出馬し、当選した。

### 2011年の大統領選
2011年5月23日、ベールジンシュは緑と農民連合所属の5人の代議士から、大統領候補に推薦された。6月2日に行われた選挙の第一回投票で、ベールジンシュは賛成50票、反対48票を集め、対抗馬であるヴァルディス・ザトレルスの賛成43票、反対55票を上回ったが、当選に必要な数にはおよばなかった。しかし、同日の第二回投票では53票を得て当選を果たし、7月8日にラトビアの大統領に就任した。

## 人物
母語のラトビア語に加えて、英語、ドイツ語、ロシア語を話す。大統領着任の数日前に、ダツェ・セイスマと結婚した。これが彼にとっては二度目の結婚である。
2012年9月3日、息子の写真を撮ろうと近づきすぎたパパラッチに向かって「君たち、殴り倒されたいのか？こわいもの知らずだな…」と凄んだ。

## 栄典
- 一等三つ星勲章（2011年）[1][21][22]
- 一等ヴィエストゥルス勲章（2011年）
- 一等アトジニーバス十字章（2011年）[1]
- 四等三つ星勲章（2000年）[1]
- 1991年のバリケード参加者への記念バッジ（1996年）[1]